# Fütyülős üveg
A fütyülős üveg egy alul hasas, vállal összeszűkülő, testéhez képest kétszer-négyszer hosszabb (párhuzamos) nyakú, 0,1 - 1 liter űrtartalmú üvegkorsó (karaf). Ismert füles vagy fül nélküli változata is. Elnevezését azért kapta, mert a dugó kirántásakor a nyakból kiszabadult levegő füttyre hasonló hangot hallatott. Napjainkban a csavaros kupakok elterjedésével a fütyülős palack már nem adja ezt a jellegzetes hangot, így lassan az elnevezés is értelmét veszti.
A jellegzetes, "fütyülős" palackforma a XVIII-XIX. században a kocsmákban vált divatossá, kezdetben bort kínáltak benne, később  praktikus okok miatt lett keresett: az ivóalkalmatosság stabil, ami a kocsmák világában nem volt elhanyagolható szempont, és a szűk szájrészben összegyűlt illatok koncentráltabban árulkodtak az ital minőségéről.
Elsősorban a Tiszántúlon, Észak-Magyarországon és Erdélyben használták.
A Dél-Alföldön, Bácskában (a mai Vajdaságban is) inkább a fityók tájszót használják. 

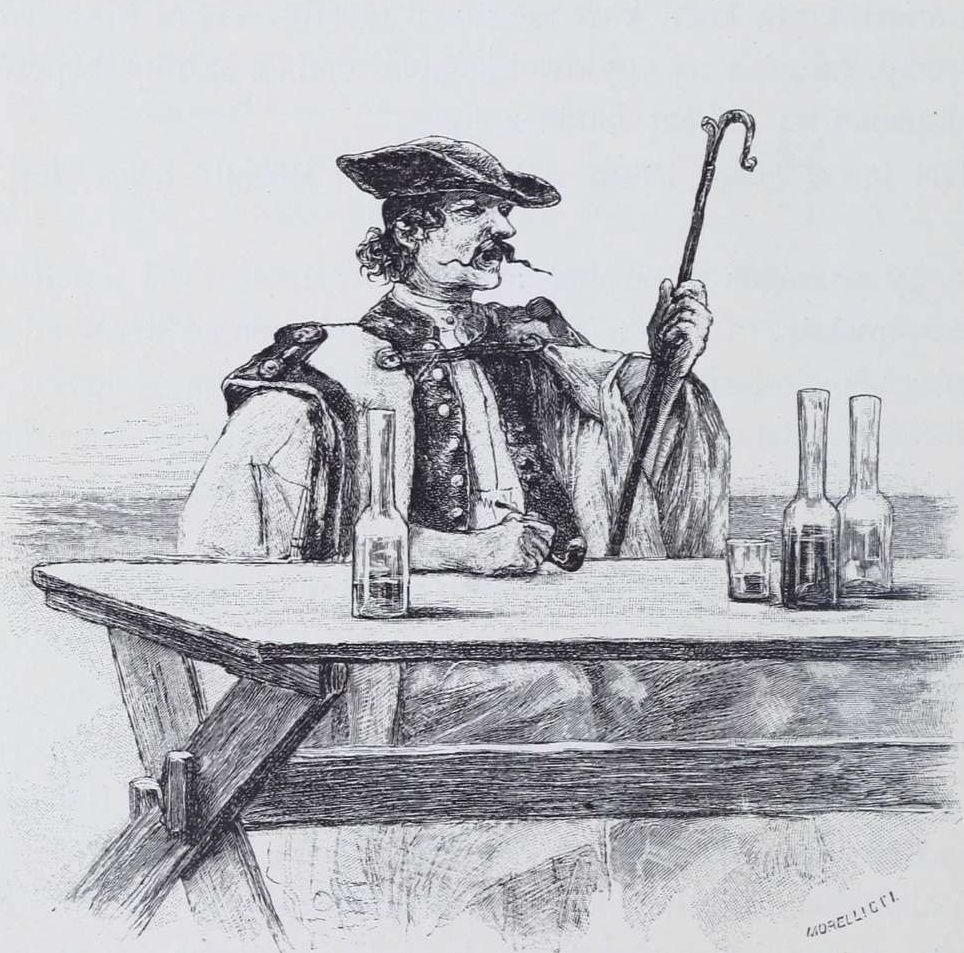
juhász a csárdában

Később már a fütyülős üvegbe palackozták az italt, és az űrtartalma is megnőtt, akár 2 literig is. A 20. század második felében a magyar likőripari vállalatok fütyülős üvegbe palackozták a nyugati exportra is gyártott, úgynevezett Fütyülős barackpálinkát, amely fahordóban érlelt, valódi barackpárlat volt.
A 2000-es évek elején a Zwack Unicum Nyrt. egy 25% barackpárlatból, aromából és finomszeszből álló barack ízű szeszes italt, a Fütyülős Barackot dobta piacra fütyülős üvegben. További hasonló termékek is forgalomba kerültek fütyülős palackban a termékcsalád tagjaként, majd később ágyas vegyespálinkák, ezután pedig tiszta szilva- körte- és almapálinka is.

## A „fütty” szó eredete
A német der Pfiff (fütty), die Pfeife (pipa) és a pfeifen (fütyülni, pipázni) szavak (és azok másodlagos értelme) tükörfordításaként került be a magyar nyelvbe. 
A kis mennyiségű ital maga is megkapta a fütty nevet (pl.: a kisfröccs, 2 dl sör ~pikoló, ezek „egy füttyre” megihatók. A hosszú, karcsú söröspohár neve: „pipa”.